# جزر تشينشا
جزر تشينشا (بالإسبانية: Islas Chincha)‏ هي مجموعة من ثلاث جزر صغيرة تبعد حوالي 21 كيلومتراً جنوب-غرب مدينة بيسكو في دولة بيرو، والتي تتبع لها سيادياً.
كانت هذه الجزر محط أهمية نظراً لاحتوائها على توضعات كبيرة من ذرق الطيور (الغوانو).

## معلومات جغرافية
أكبر هذه الجزر تقع شمالاً بالنسبة للجزيرتين المتبقيتين، ويبلغ طولها 1.3 كم وعرشها حوالي 1 كم؛ وترتفع 34 متراً عن مستوى سطح البحر. أما الجزيرة الوسطى فهي تقارب من مساحتها جارتها الشمالية؛ في حين أن الجنوبية أصغر تلك الجزر.
تتكون الجزر من صخور الغرانيت، والتي تشكل جروفاً على حوافها؛ والتي تمثل موئلاً طبيعياً لعدد كبير من الطيور التي تعشّش فيها.

## التاريخ
يعتقد أن هذه الجزر كانت مأهولة من شعب تشينشا؛ إلا أنه يوجد عدد غير كبير من الدلائل والآثار على ذلك، بدأت البيرو بتصدير الغوانو سنة 1840، رغم أن إسبانيا لم تكن معترفة باستقلالها في ذلك الحين. بالتالي وطمعاً بالحصول على الأرباح قامت إسبانيا باحتلال الجزر سنة 1864، مما أدى إلى إشعال حرب جزر تشينتشا بين سنتي 1864-1866.